# Kozmični žarki
Kózmični žárki (angleško cosmic rays) so osnovni delci visokih energij iz vesoljskega prostora, ki trčijo z Zemljinim ozračjem. Ker je v Vesolju največ vodika, skoraj 90 % kozmičnih žarkov tvorijo protoni (vodikova jedra), približno 9 % helijeva jedra (delci α) in približno 1 % elektroni (delci β−). Izraz »žarki« je napačno poimenovanje, saj kozmični žarki prihajajo posamično in ne v obliki žarka ali snopa delcev.
Raznolikost delčnih energij odraža širok razpon virov. Viri teh žarkov segajo od energijskih procesov na Soncu in vse do še vedno neznanih pojavov v najbolj oddaljenih predelih opazljivega vesolja. Energije kozmičnih delcev so lahko več kot 1020 eV, veliko več kot 1012 ali 1013 eV, ki jih proizvedejo pospeševalniki delcev. Raziskujejo tudi kozmične žarke s še večjimi energijami.